# Cotylaspis reelfootensis
Cotylaspis reelfootensis är en plattmaskart som beskrevs av Najarian 1961. Cotylaspis reelfootensis ingår i släktet Cotylaspis och familjen Aspidogastridae. Inga underarter finns listade i Catalogue of Life.